# Porta dei Martiri
La Porta dei Martiri è una delle due porte bronzee opera di Donatello della Sagrestia Vecchia nella Basilica di San Lorenzo a Firenze. Misura 235x109 cm ed ha due battenti con cinque fomelle ciascuno. Risale al 1434-1442.

## Storia
La Sagrestia Vecchia era la cappella funebre privata della famiglia Medici nel XV secolo, costruita da Filippo Brunelleschi tra il 1421 e il 1428 e decorata da Donatello a partire dal 1428-29. Qui il grande scultore realizzò una serie di enormi stucchi e le due porte bronzee, le uniche che creò nella sua lunga carriera, nonostante gliene fossero state commissionate altre che non ebbe mai il tempo di realizzare. Le porte bronzee, per il loro costo e prestigio, erano prerogativa solo di committenti di massimo livello, ed è assolutamente inconsueto che fossero richiesta da dei privati cittadini, tanto più per introdurre a due piccoli ambienti di servizio, uno destinato al lavabo, l'altro a deposito di candele; tuttavia la loro presenza completava con i numerosi santi raffigurati il ciclo religioso dell'intera cappella, e per esse Donatello creò anche le mostre in pietra di macigno, a dispetto dell'essenzialità dell'originario progetto brunelleschiano. 
Le porte non vennero apprezzate dai contemporanei perché giudicate troppo espressive. Celebre è la menzione che ne fa Filarete, dove nel Trattato di Architettura (1461-1464) sconsiglia ai suoi lettori di fare figure di apostoli come quelle di Donatello nella porta della sagrestia di San Lorenzo, "che paiono schermidori".
Secondo Kaufmann e Janson Donatello si ispirò nell'impianto agli apostoli negli sguanci della porta del Battistero di Pisa, mentre le cornici ricordano le porte di Bonanno Pisano nel Duomo di Pisa, ma forse anche da dittici d'avorio paleocristiani.
Janson inoltre le datò a prima del 1492, quando Agostino di Duccio firmò la porta con le Scene della vita di San Geminiano nel duomo di Modena, dove è chiara una derivazione dalle porte di Donatello. Kaufmann, basandosi su tracce stilistiche, ipotizzò che la Porta degli Apostoli fosse quella creata per prima. 

## Descrizione
Le porte sono decorate da dieci formelle quadrate intervallate da una cornice di festoni, rosette e fregi a palmette. Le maniglie sono fatte come due corde intrecciate.
La porta di sinistra è detta dei Martiri o della Testimonianza, per il prevalere di personaggi che recano l'attributo della palma del martirio. Ciascuna formella mostra due personaggi che interagiscono con gesti, sguardi e atteggiamenti, talvolta in maniera pacata, talvolta molto concitata. Il tema generale sembra quello della "molteplicità di forme dell'interazione umana nella disputa intellettuale e nella controversia religiosa". I personaggi sono raffigurati senza sfondo e ricordano, nella loro isolata monumentalità, la lunettona soprastante in stucco dei Santi Stefano e Lorenzo. La rappresentazione è notevolmente espressiva e forte è la resa tridimensionale: spesso le figure sporgono fuori dalla cornice del rilievo, appoggiandovisi, abbracciandola o scomparendoci dietro.
La scarsezza di attributi inequivocabili ha reso difficile l'identificazione di tutti i personaggi.